# Liwa (Ciad)
 Liwa è un comune del Ciad situato nel dipartimento di Fouli, provincia del Lago .
È il capoluogo del dipartimento.